# Stephen Walters
Stephen Martin Walters (Liverpool, 22 maggio 1973) è un attore inglese.

## Biografia
Nato nella contea di Merseyside, dopo le superiori Walters ha completato tra il 1990 e il 1992 un BTEC in Performing arts al Southport College di Southport e tra il 1994 e il 1996 ha frequentato la Bristol Old Vic Theatre School a Bristol. Subito dopo aver completato la scuola di recitazione ha preso parte al film per la televisione Hillsborough, basato sui fatti della strage di Hillsborough del 1989, e alla prima stagione della serie televisiva britannica Springhill.  
Negli anni successivi fa alcune brevi apparizioni in serie televisive come Pie in the Sky e Band of Brothers - Fratelli al fronte. Nel 2001 è ricordato per la sua interpretazione di Nitro in Mean Machine, remake di Quella sporca ultima meta, e nel 2004 interpreta il gangster Shanks in The Pusher.
Nel 2013 interpreta il ruolo di Ricky Tomlinson nell'episodio "Ragged" della serie Playhouse Presents, ruolo per il quale Walters riceve la nomination della Royal Television Society come miglior attore in un film drammatico. Nello stesso anno fa parte del cast principale delle serie Great Night Out e The Village. 
L'anno successivo entra nel cast di Outlander nella parte di Angus Mhor, che manterrà per entrambe le stagioni della serie. 

## Filmografia

### Cinema
- Hillsborough (1996)
- Plunkett & Macleane (1999)
- Liam (2000)
- Strumpet (2001)
- Kiss Kiss (Bang Bang) (2001)
- Mike Bassett: England Manager (2001)
- Codice 51 (2001)
- Mean Machine (2001)
- The Pusher, regia di Matthew Vaughn (2004)
- Batman Begins (2005)
- Hannibal Lecter - Le origini del male (2007)
- Franklyn (2008)
- Splintered (2008)
- Age of Heroes (2011)
- Kelly + Victor (2012)

### Televisione
- Dramarama - serie TV, 1 episodio (1989)
- Screenplay - serie TV, 1 episodio (1990)
- Brookside - serie TV, 7 episodi (1993)
- Jake's Progress - serie TV, 1 episodio (1995)
- Touching Evil - serie TV, 2 episodi (1997)
- Springhill - serie TV, 18 episodi (1996-1997)
- Pie in the Sky - serie TV, 1 episodio (1997)
- Liverpool 1 - serie TV, 1 episodio (1998)
- Band of Brothers - Fratelli al fronte - serie TV, 1 episodio (2001)
- Nice Guy Eddie - serie TV, 1 episodio (2002)
- Buried serie TV, 8 episodi (2003)
- Testimoni silenziosi - serie TV, 2 episodi (2003)
- Murder City - serie TV, 1 episodio (2004)
- The Virgin Queen - serie TV, 1 episodio (2005)
- Skins - serie TV, 3 episodi (2007)
- The Visit - serie TV, 6 episodi (2007)
- Wire in the Blood - serie TV, 2 episodi (2008)
- Hit & Miss - serie TV, 1 episodio (2012)
- Good Cop - serie TV,3 episodi (2012)
- Accused - serie TV, 1 episodio (2013)
- Great Night Out - serie TV, 6 episodi (2013)
- The Village - serie TV, 4 episodi (2013)
- Playhouse Presents - serie TV, 1 episodio (2013)
- Dracula - serie TV, 3 episodi (2013)
- Outlander - serie TV, 15 episodi (2014-2016)
- A.D. - La Bibbia continua - serie TV, 2 episodi (2015)
- Dickensian - serie TV, 2 episodi (2016)
- Quantico - serie TV, 1 episodio (2016)
- The Musketeers - serie TV, 5 episodi (2016)
- Into the Badlands - serie TV (2017-in corso)
- Shetland - serie TV (2018)